# Brachytria gulosa
Brachytria gulosa är en skalbaggsart som beskrevs av Newman 1840. Brachytria gulosa ingår i släktet Brachytria och familjen långhorningar. Inga underarter finns listade.